# Wei lüe
 (novembre 2019).
Si vous disposez d'ouvrages ou d'articles de référence ou si vous connaissez des sites web de qualité traitant du thème abordé ici, merci de compléter l'article en donnant les références utiles à sa vérifiabilité et en les liant à la section « Notes et références ».
Le Wei lüe (chinois traditionnel : 魏略 ; litt. « Une brève histoire de Wei ») est un texte historique chinois dû à  Yu Huan (en), rédigé entre 239 et 265. Yu Huan était un fonctionnaire du royaume de Cao Wei (220–265) à l'époque des Trois Royaumes (220–280). Quoiqu'il ne soit pas officiellement un historien, Yu Huan est tenu en grande estime par les universitaires chinois. Selon ses écrits, les voyageurs et les commerçants romains de l'époque prétendaient que les élites romaines descendaient des immigrants des anciens empires chinois et que les élites parthes descendaient des anciens empires du nord de l'Inde.

## Contenu
Le texte originel du Wei lüe (« Un court récit de [l'histoire de] Wei ») est perdu, mais son chapitre sur les peuples Xiongnu (Xirong (en)) est cité par Pei Songzhi sous la forme d'une importante annotation dans le volume 30 de ses Chroniques des Trois Royaumes, publiées en 439. Outre cela, il n'existe que quelques courtes citations dans d'autres textes.
On ne connaît pas les sources de Yu Huan. Certaines de ses informations sont probablement parvenues en Chine par l'intermédiaire de commerçants de l'Empire romain (Da Qin). Les communications terrestres avec l'Occident n'avaient pas été complètement interrompues après la chute de la dynastie Han et continuaient avec Cao Wei.
Il semble que Yu Huan n'ait jamais quitté la Chine, mais il a recueilli un volume considérable d'informations sur les contrées à l'ouest de son pays, telles la Parthie, l'Inde et l'Empire romain ainsi que sur les routes et itinéraires afférents dont la Route de la soie. Certaines des informations qu'il rapporte ont atteint la Chine bien avant son époque et se trouvent aussi dans les chapitres d'ouvrages antérieurs traitant des « Régions de l'ouest » tels les Mémoires du grand historien (entre 109 av. J.-C. et 91 av. J.-C.), le Livre des Han (terminé en 111 apr. J.-C.) et dans l'ouvrage ultérieur, du Ve siècle, le Livre des Han postérieurs. Quoiqu'il reprenne des informations antérieures, et parfois fantaisistes, le Wei lüe contient des informations nouvelles, uniques et généralement fiables, provenant du second et troisième siècles. Cela fait de l'ouvrage une source historique valable. La plupart des informations nouvelles proviennent de la dynastie des Han orientaux, avant que la Chine ne soit largement isolée de l'Occident par les guerres civiles et reste confinée en ses frontières à la fin du second siècle.
Le Wei lüe décrit les routes vers l'Empire romain et il est hautement probable que tout ou partie de ses informations sur l'Empire et la Parthie proviennent de marins étrangers. L'une de ces informations, qui aurait pu être connu de Yu Huan, détaillée dans le Livre des Liang, est due à un marchand de l'Empire romain qui, en 226, arrive en Jiaozhi, près de l'actuelle Hanoï, et est envoyé à la cour de Sun Quan, dirigeant du royaume de Wu, lequel lui demande un rapport sur son pays et ses habitants.
Yu Huan traite aussi du « Zesan », un État vassal de l'Empire romain ; John E. Hill identifie Zesan avec l'Azanie sur la côte est-africaine, mais des sources ultérieures, tel le Nouveau Livre des Tang, situent le Zesan au nord-est de l'Empire romain, ce qui pourrait correspondre à Trébizonde.
Le Wei lüe mentionne un royaume nommé « Panyue » ou « Hanyuewang », localisé au sud-est de l'Inde. Hill l'identifie avec le royaume de Pandya (en), dans la région du Tamilakam (en) et donne la traduction suivante : « Le royaume de Panyue (Pandya) est aussi appelé Hanyuewang. Il est à plusieurs milliers de li au sud-est de Tianzhu (Inde du nord) et il est en relation avec la province de Yi [dans le Yunnan moderne]. Les habitants sont petits, de la même taille que les Chinois. Les commerçants viennent d'aussi loin que de Shu (Sichuan occidental). La route du sud, après avoir atteint son point le plus occidental, tourne vers le sud-est jusqu'à sa fin,. »
La traduction de 與益部相近 pourrait aussi signifier « proche de Yi par voie terrestre », ce qui pourrait identifier Panyue au Pundravardhana (en), au Bengale.

## Traductions
La partie du Wei lüe concernant Da Qin (le territoire romain) a été traduite en anglais par Friedrich Hirth dans son ouvrage pionnier de 1885, China and the Roman Orient. Hirth y inclut la traduction de nombreux autres textes chinois relatifs au Da Qin, en donnant le texte original en chinois, ce qui en fait une référence essentielle aujourd'hui encore. En 1905, Édouard Chavannes traduit le reste du texte du Wei lüe en français sous le titre Les pays d’occident d’après le Wei lio, à partir de la longue citation faite par Pei Songzhi. Cette traduction est accompagnée d'un volumineux appareillage de notes dans lequel il clarifie de nombreux points obscurs et identifie de manière convaincante nombre des contrées mentionnées, en particulier en ce qui concerne les sections orientales des routes commerciales terrestres.

### Citations originales
1. ↑  (en) « The kingdom of Panyue (Pandya) is also called Hanyuewang. It is several thousand li to the southeast of Tianzhu (Northern India), and is in contact with Yi Circuit [in modern southern Yunnan]. The inhabitants are small; they are the same height as the Chinese. Traders from Shu (Western Sichuan) travel this far. The Southern Route, after attaining its most westernmost point, turns southeast until it reaches its end. »